# Gongcheng
Der Autonome Kreis Gongcheng der Yao (chinesisch 恭城瑶族自治县, Pinyin Gōngchéng Yáozú zìzhìxiàn; Zhuang Gunghcwngz Yauzcuz Swciyen) gehört zum Verwaltungsgebiet der bezirksfreien Stadt Guilin im Autonomen Gebiet Guangxi der Zhuang im Südosten der Volksrepublik China.
Gongcheng hat eine Fläche von 2.139 km² und 260.500 Einwohner (Stand: 2018).

## Administrative Gliederung
Auf Gemeindeebene setzt sich Gongcheng aus drei Großgemeinden und sechs Gemeinden zusammen. Diese sind (Einwohnerzahlen: Zensus 2000):
- Großgemeinde Gongcheng (恭城镇), 45.329 Einwohner, Hauptort, Sitz der Kreisregierung;
- Großgemeinde Limu (栗木镇), 45.881 Einwohner;
- Großgemeinde Lianhua (莲花镇), 51.352 Einwohner;
- Gemeinde Ping’an (平安乡), 35.589 Einwohner;
- Gemeinde Sanjiang (三江乡), 13.450 Einwohner;
- Gemeinde Jiahui (嘉会乡), 24.902 Einwohner;
- Gemeinde Xiling (西岭乡), 36.268 Einwohner;
- Gemeinde Guanyin (观音乡), 8.610 Einwohner;
- Gemeinde Longhu (龙虎乡), 9.835 Einwohner.

## Ethnische Gliederung der Bevölkerung Gongchengs (2000)
Beim Zensus im Jahr 2000 wurden in Gongcheng 271.216 Einwohner gezählt.
| Name des Volkes | Einwohner | Anteil  |
| --------------- | --------- | ------- |
| Yao             | 158.937   | 58,60 % |
| Han             | 105.981   | 39,08 % |
| Zhuang          | 05.695    | 02,10 % |
| Miao            | 0154      | 00,06 % |
| Dong            | 097       | 00,04 % |
| Sonstige        | 0352      | 00,13 % |